# Sina-Kloster
Das Sina-Kloster bzw. Sina Samdrubling (tib. zi na bsam 'grub gling) war ein frühes Kloster der Sakya-Schule in der historischen Region Amdo. Später wurde es ein Kloster der Gelug-Schule. Seine Stätte befindet sich im heutigen Kreis Huangzhong in der chinesischen Provinz Qinghai, dort im Dorf Shangsi der Großgemeinde Lanlongkou.

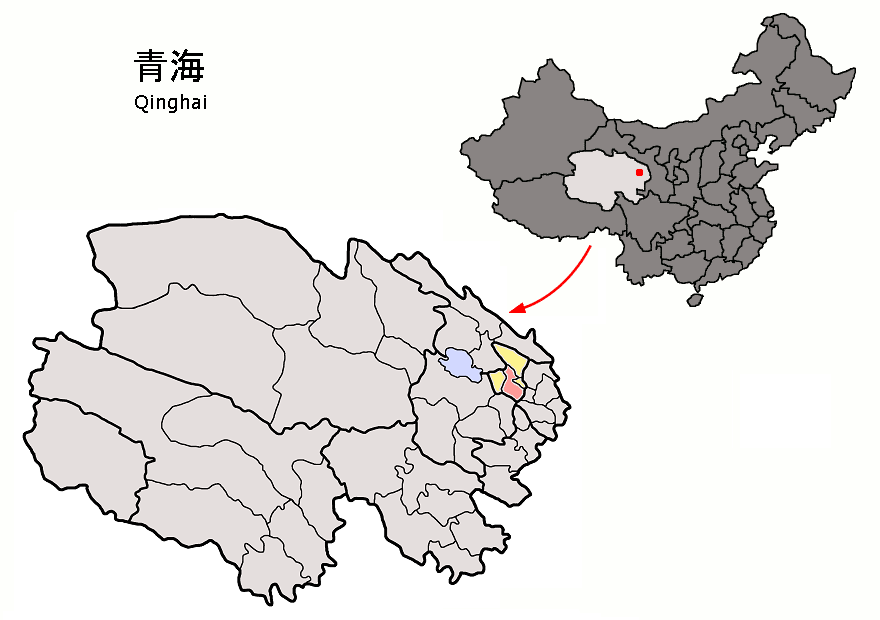
Lage von Huangzhong

Das Kloster wurde 1427 von dem Reichslehrer Sina Lama (chin.) Quepa Jianzan erbaut.
Die Sina-Klosterstätte steht seit 1998 auf der Denkmalliste der Provinz Qinghai.